# Kupyszcze
Kupyszcze (ukr. Купище) – wieś na Ukrainie, w obwodzie żytomierskim, w rejonie korosteńskim, w hromadzie Uszomierz. W 2001 liczyła 358 mieszkańców.
W pobliżu wsi jest przystanek kolejowy Kupyszcze.